# Седиция
Седиция (лат. seditio — «расхождение», «разногласие») — незаконная деятельность, направленная на свержение правительства и законного порядка. 
К седиции относят открытые призывы к свержению власти или сопротивлению. Седиция может проявляться в форме подстрекательства к мятежу, клеветы, а также любых волнений, ненаправленных на прямое и открытое насилие.
Термин впервые появился в Англии времен Елизаветинской эпохи (около 1590 года) как понятие, описывающие письменное или словесное подстрекательство к недовольству государством и установленной власти.